# Pluto (häst)

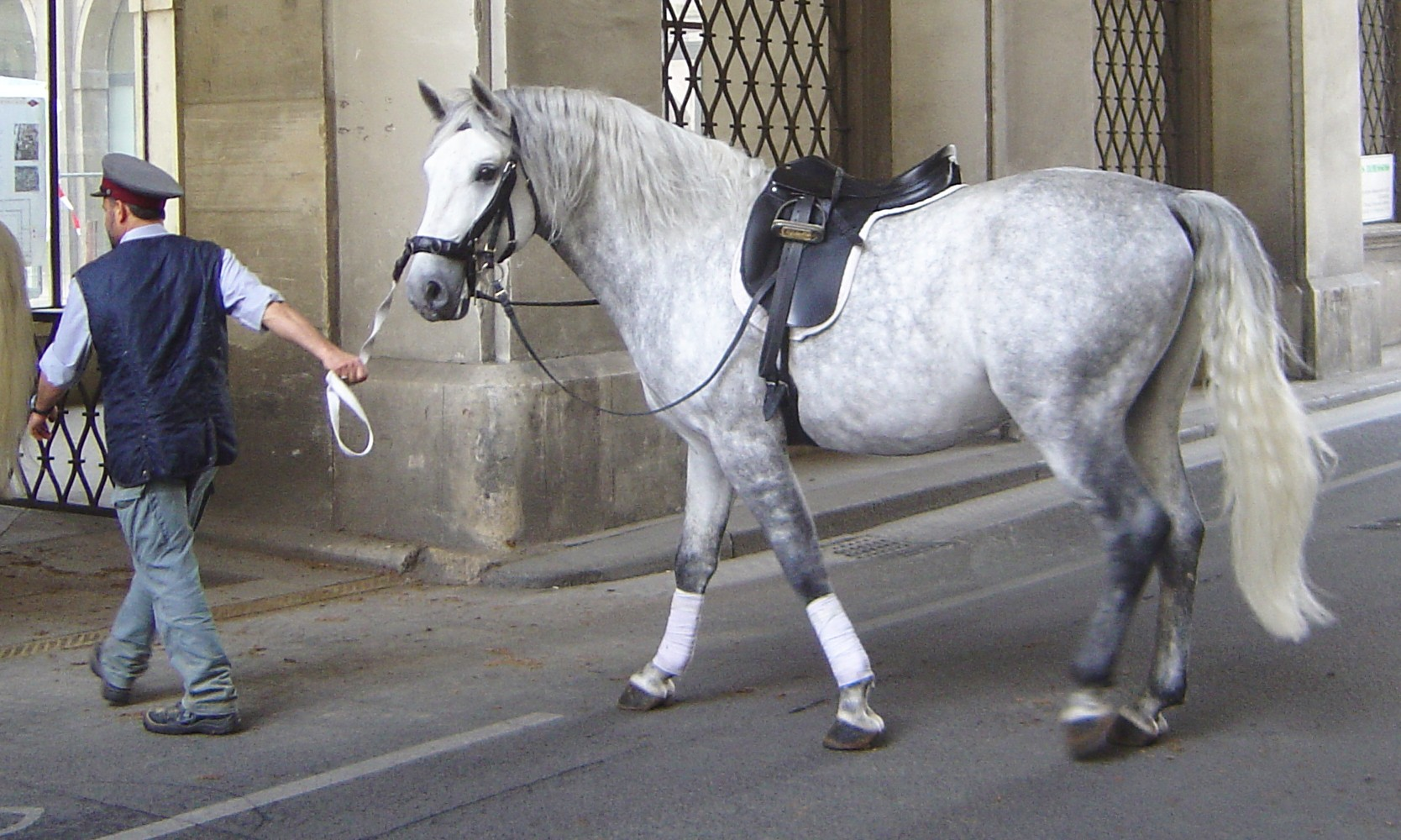
Hingsten Pluto Theodorosta, en ättling till Pluto, på Spanska ridskolan i Wien, 2005

Pluto, född 1765, död okänt år, var en vitgrå hingst (skimmel) av rasen Frederiksborgare, som är en av 
de ursprungligen sex, senare åtta, hästar som är stamfäder till hingstlinjer av lipizzaner.
Pluto växte upp på Det Kongelige Frederiksbogske Stutteri i Danmark. Han var enligt de förda stamböckerna på Frederiksborg en avkomling till den vita hingsten Mignon (född 1710), som var en spansk häst, som sannolikt kommit till Frederiksborg som gåva från den franske kungen.
Frederiksborgs stuteri hade haft sin storhetstid under 1700-talet, men var på grund av de höga kostnader det drog under ekonomiskt tryck av Johann Friedrich Struensee, som 1770–1772 dominerade den danska regeringsmakten. År 1771 ledde detta till en omfattande utförsäljning av Frederiksborgs stuteris hästar på auktion. Avelsstationen i Lipica i Slovenien i Österrike-Ungern köpte då in Pluto. Han kom i maj 1772 som sjuåring till Gestüt Lipica tillsammans med fem ston från Frederiksborg. Pluto kom som första hingst att börja en stamlinje till vad som blev rasen Lipizzaner. Alla hingstar i den stamlinjen fick namnet Pluto med tillägg av namn från stoet. Stamlinjen efter Pluto är de ursprungliga sex, senare åtta stamlinjer, som måste påvisas för registrering för denna ras.